# Neàpolis de Jònia
Neàpolis (en grec antic Νεάπολις) era una ciutat de Jònia al sud d'Efes, en el camí entre Anaea i Maratesi. Era una ciutat petita que pertanyia als efesis i més tard als samians que la van rebre d'Efes a canvi de Maratesi, una de les possessions de l'illa de Samos a terra ferma, segons diu Estrabó.
Correspon a la moderna Tshangli o Changli.